# مت لانگ
متیو کلایتون لانگ (متولد ۱۸ می ۱۹۸۰) یک بازیگر آمریکایی است. از نقش‌های او می‌توان به جک مک‌آلیستر در سریال جک و بابی، جوانی جانی بلیز در روح سوار و پرنس تایلور در سیدنی وایت اشاره کرد. لانگ در شهر وینچستر کنتاکی به دنیا آمد. لانگ یک برادر کوچک‌تر به نام زک دارد. او با حضور در دانشگاه کنتاکی غربی با همسرش، لورا چفینز آشنا شد. او همچنین عضو انجمن برادری سیگما آلفا اپسیلون است. او پس از فارغ‌التحصیلی به مدت طولانی به شهر نیویورک نقل مکان کرد، جایی که در آن به عنوان یک بازیگر تئاتر در نمایش‌های زیادی به ایفای نقش پرداخت.